# Aristobia reticulator
Aristobia reticulator är en skalbaggsart som först beskrevs av Fabricius 1781.  Aristobia reticulator ingår i släktet Aristobia och familjen långhorningar.
Artens utbredningsområde är:
- Laos.
- Burma.

Inga underarter finns listade.